# Guymon
Guymon – miejscowość w Stanach Zjednoczonych, w stanie Oklahoma, siedziba administracyjna hrabstwa Texas.
Urodził się tutaj Jeremy Sochan, polski koszykarz.